# Joseph Finder

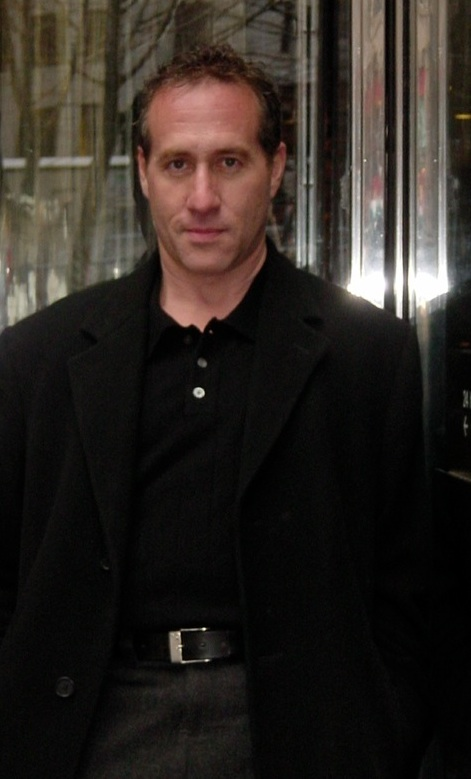
Joseph Finder (2011)

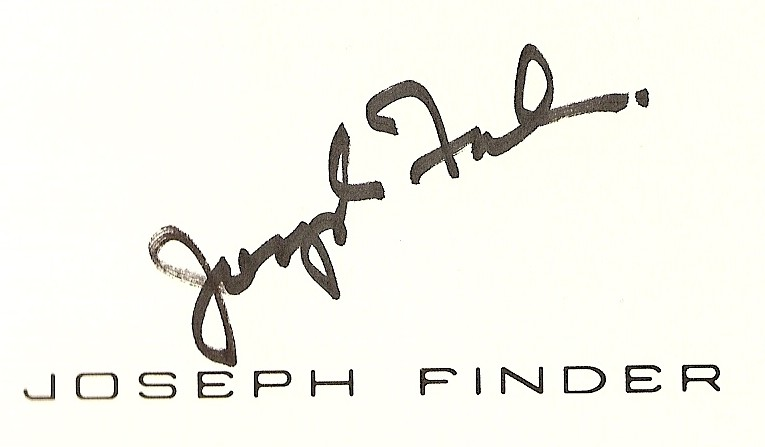

Joseph Finder (* 6. Oktober 1958 in Chicago, Illinois) ist ein US-amerikanischer Schriftsteller.

## Leben
Joseph Finder wuchs an mehreren wechselnden Orten auf, darunter Afghanistan und die Philippinen, bevor sich die Familie schließlich in Albany, New York niederließ. Nach seinem Schulabschluss studierte er Russian Studies an der Yale University und absolvierte nach seinem Bachelorstudium schließlich sein Masterstudium, ebenfalls in Russian Studies, an der Harvard University, wo er anschließend eine Weile als Dozent tätig war. Mit Red Carpet: The Connection Between the Kremlin and America's Most Powerful Businessmen debütierte Finder 1983 als Sachbuchautor.
Sein Romandebüt gab Finder 1991 mit The Moscow Club, welcher nur ein Jahr später unter dem deutschen Titel Moskau-Connection im Münchener Heyne Verlag erschien. Das Buch wurde insgesamt in über 30 Ländern verkauft und schließlich ein Bestseller. Sein zweiter Roman Extraordinary Powers, welcher 1997 als Das CIA-Komplott ebenfalls im Heyne Verlag erschien, erzählte die Geschichte eines sowjetischen Spions in den Reihen der CIA. Nur weniger Tage nach Veröffentlichung des Buches wurde mit Aldrich Ames tatsächlich ein sowjetischer Spion in den Reihen der CIA enttarnt.
Großen Erfolg feierte Finder schließlich mit dem 1998 veröffentlichten High Crimes, welcher ein Jahr später als Auf höchsten Befehl und schließlich 2002 später unter dem gleichnamigen Filmtitel High Crimes – Im Netz der Lügen in deutscher Sprache erschien. Der US-amerikanische Filmregisseur Carl Franklin adaptierte den Thriller mit Morgan Freeman, Ashley Judd und James Caviezel in den Hauptrollen zu einem Kinofilm, der weltweit über 63 Mio. US-Dollar an den Kinokassen einspielte. Mit seinem 2005 erschienenen siebten Roman Company Man feierte er einen größeren Kritikererfolg, als er dafür sowohl mit einem Barry Award als auch mit einem Gumshoe Award ausgezeichnet wurde.
Bis 2011 verkaufte Finder weltweit über 4,5 Mio. Bücher und hatte mehrere seiner Thriller in der New York Times Bestsellerliste zu stehen. Er startete 2010 mit dem Privatdetektiv Nick Heller seine erste Buchreihe. Er befand sich damit in einem sieben Bücher umfassenden Buchvertrag mit St. Martin’s Press. Als allerdings bereits der zweite Teil Buried Secrets ein großer Flop wurde, kaute er sich aus diesem heraus und konzentrierte sich vorerst wieder auf andere Geschichte, wobei Finder angekündigt hat, dass ein dritter Heller-Roman folgen wird.

## Werke (Auswahl)
- Red Carpet: The Connection Between the Kremlin and America’s Most Powerful Businessmen (1983)
- The Moscow Club (1991, Deutsch: Moskau-Connection, München 1992, Heyne Verlag, ISBN 3-453-05704-X)
- Extraordinary Powers (1994; Deutsch: Das CIA-Komplott, München 1997, Heyne Verlag, ISBN 3-453-12435-9)
- The Zero Hour (1996, Deutsch: Die Stunde des Zorns, München 1997, Blanvalet, ISBN 3-7645-0025-5)
- High Crimes (1998, Deutsch: Auf höchsten Befehl, München 1999, Heyne Verlag, ISBN 3-453-14300-0)
- Paranoia (2004, Deutsch: Goldjunge, München 2004, Heyne Verlag, ISBN 3-453-43024-7)
- Company Man (2005, Deutsch: Jobkiller, München 2006, Heyne Verlag, ISBN 978-3-453-43144-7)
- Killer Instinct (2006, Deutsch: Masterplan, München 207, Heyne Verlag, ISBN 978-3-453-81058-7)
- Power Play (2007, Deutsch: Nightmare, Berlin 2008, Aufbau Verlag, ISBN 978-3-7466-2449-5)
- Suspicion (2014)
- The Fixer (2015)

Nick-Heller-Reihe
- Vanished (2010)
- Buried Secrets (2011, Deutsch: Lebendig und begraben, Berlin 2012, Aufbau Verlag, ISBN 978-3-7466-2819-6)

## Verfilmungen
- 2002: High Crimes – Im Netz der Lügen (High Crimes)
- 2013: Paranoia – Riskantes Spiel (Paranoia)

## Auszeichnungen (Auswahl)
- Barry Award 2006 als Bester Thriller „Company Man“
- Gumshoe Awards 2006 als Bester Thriller für „Company Man“
- International Thriller Award 2007 als Bester Roman für „Killer Instinct“